# Цветков, Иван Евменьевич
Иван Евменьевич Цветков (28.04.1845 — 18.02.1917) — русский меценат, коллекционер живописи, основатель частной картинной галереи. Собрание Ивана Цветкова послужило основой отдела графики Третьяковской галереи.

## Биография

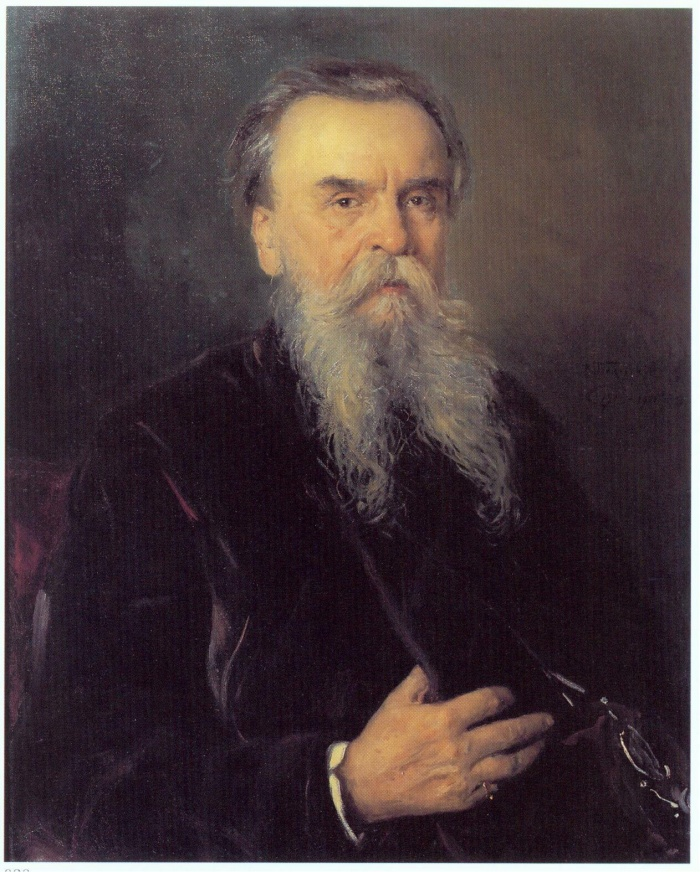
Портрет И. Е. Цветкова работы В. Е. Маковского

Иван Цветков родился 28 апреля 1845 года в селе Астрадамовка Алатырского уезда Симбирской губернии; сын священника Троицкой церкви с. Астрадамовка Евмения Павловича Цветкова, внук священника Архангело-Михайловской церкви с. Зеленец Сенгилеевского уезда Павла Васильева. Начальное школьное образование получил в Алатырском духовном училище (1862). После окончания училища продолжил обучение в Симбирске, Санкт-Петербурге, Казани.
В Симбирске Цветков, исполняя волю отца, поступил в духовную семинарию, но желание продолжить научные занятия в университете побудило его оставить семинарию и поступить в классическую гимназию. «В октябре 1864 года, успешно сдав экзамены по 9 учебным дисциплинам из гимназического курса, он был принят в 6-й класс. В июне 1866 года Иван Цветков блестяще закончил полный гимназический курс. В протоколе педагогического совета его имя значится в списке учеников, рекомендованных на выдачу серебряной медали, однако среди награждённых его нет

»…Кончив курс гимназии, Цветков пришёл к Вишневскому <…> за получением аттестата.<…> Он, по обычаю несколько гнусавя, обращается к Цветкову со словами: «Тебе надо бы дать золотую медаль, но ты себя дерзко вёл, а потому тебе даётся серебряная. (…) Оказалось, что золотую медаль присудили товарищу Цветкова, мордвину, то есть инородцу. Рассерженный, обиженный Цветков в пылу негодования ответил: „Мне и совсем не надо медали!“. Тогда Вишневский собрал педсовет и сообщил ему о заявлении Цветкова. Было постановлено отнять у юноши и серебряную медаль. Рассказывая об этом, Цветков заметил, что вечно благодарен Вишневскому за такой данный ему урок, заставивший его ещё усерднее учиться затем в университете».— Яковлев И. Я.
В 1873 году окончил физико-математический факультет Императорского Московского университета по математическому отделению. Однокурсник, друг и кум знаменитого русского методиста-математика Н. А. Шапошникова, крёстный двух его сыновей (1882-84).
После окончания университета поступил на службу в Московский земельный банк. Сделал блестящую карьеру. В 1895 году стал председателем Оценочной комиссии банка.
Иван Евменьевич был очень экономен, даже скуп, как человек, долго живший впроголодь и привыкший считать каждую копейку. Многие годы он просто копил деньги, боясь их тратить. Со временем стал очень богатым. Но настало время, когда в жизнь этого рассудочного и скупого человека вошла страсть к искусству.

### Коллекционирование и меценатство
Страсть к коллекционированию, как он сам рассказывал появилась у него в 1871 году. Он попал однажды в Голицынский музей и впервые увидел большое собрание картин. Позже вспоминал: 

«Они были для меня откровением… дали мне новое, неведомое наслаждение и новый интерес к жизни».
Цветков стал посещать другие музеи Москвы. Во время поездки в Европу в качестве репетитора сына князя Гагарина побывал в музеях Берлина, Вены, Берна. В 1874 году он познакомился с коллекцией П. М. Третьякова, когда её впервые открыли для широкой публики. 

«Здесь я буквально жил, изучал картины, отдыхал душой»
В это время он уже твердо решил посвятить себя коллекционированию искусства. Коллекционировать живопись И. Е. Цветков начал с 1881 года. Причём стал собирать не столько полотна, сколько графику — рисунки, гравюры, даже черновые наброски русских художников.
Огромную роль в формировании его как коллекционера живописи сыграло общение с П. М. Третьяковым, Е. И. Маковским, А. И. Сомовым.
К 1898 году коллекция стала не умещаться в его особняке в Кривоарбатском переулке (дом 5). Тогда Цветков решил построить для коллекции новый дом. Весной 1901 года он переехал в особняк на Пречистенской набережной (ныне — дом 29). Двухэтажный особняк был построен по эскизам Виктора Васнецова и был задуман специально для размещения в нём галереи работ русских художников. Сейчас является объектом культурного наследия федерального значения.
Цветков пополнял коллекцию вплоть до своей кончины. Лично проводил экскурсии по своему особняку. После его смерти была составлена опись собрания, поступившего по дарственному завещанию Цветкова. Оно включало 1966 произведений искусства, в том числе 429 картин, 1499 рисунков и 38 скульптур.

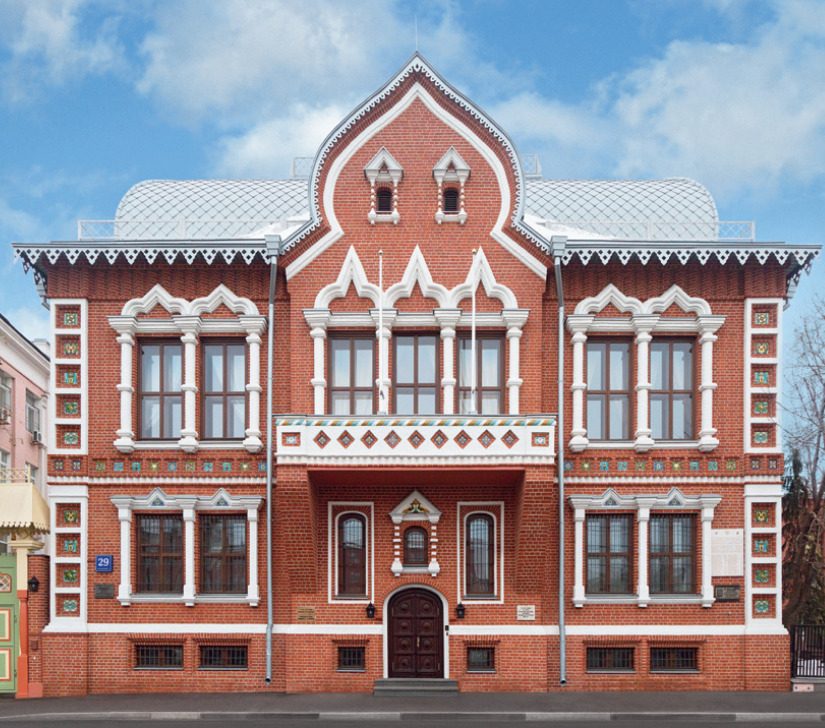
Дом на Пречистенской набережной

В мае 1909 года И. Е. Цветков передал свою коллекцию (300 картин и 1200 рисунков) и дом на Пречистенской набережной в дар городу Москве. В коллекцию входили живописные работы виднейших российских мастеров XVIII—XX веков: К. П. Брюллова, В. М. Васнецова, В. Е. Маковского, И. Е. Репина, В. И. Сурикова, В. А. Тропинина, П. А. Федотова и других, а также скульптуры.
Неоднократно избирался председателем Московского общества любителей художеств.
В 1903 году был избран действительным членом Императорской Академии художеств.
Похоронен на Ваганьковском кладбище; могила утрачена.

## Современное состояние коллекции
После Февральской революции галерея была национализирована и 17 августа 1917 года открыта для свободного доступа посетителей. В 1917–1925 годах Цветковская галерея существовала как самостоятельный художественный музей. В 1926 году была присоединена к Третьяковской галерее, получив статус отдела рисунков; тогда же в главное здание Третьяковской галереи поступили личный архив и библиотека Цветкова.
Затем часть коллекции рисунков и часть собрания живописи (свыше 100 картин) оставили в Третьяковской галерее, а свыше 300 картин переданы в Государственный музейный фонд и распределены по другим музеям России.
Сам особняк в настоящее время принадлежит военному атташе Франции.

## Память
- После смерти Ивана Евменьевича, в феврале 1917 года, согласно завещанию, в Симбирских 1-й и 2-й гимназиях учреждалась стипендия его имени на проценты с капитала 190 тысяч рублей из расчёта 5 %. Стипендия делилась пропорционально по числу учеников обеих мужских гимназий[5].
- В 1995 году к 150-летию со дня рождения создателя коллекции и галереи на фасаде особняка была установлена мемориальная доска в честь И. Е. Цветкова.